# Vignieu

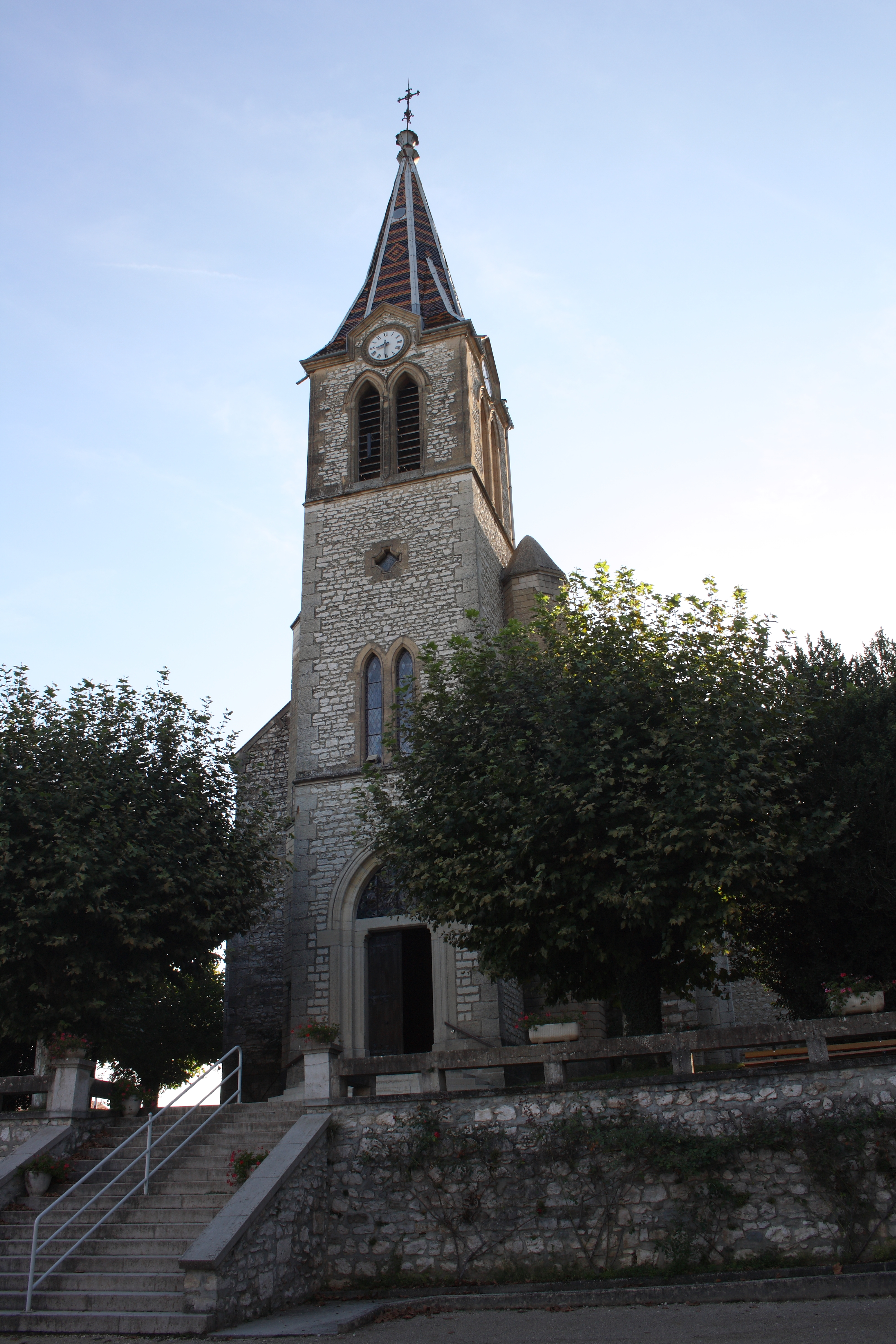
Kościół w Vignieu, 2011

Vignieu – miejscowość i gmina we Francji, w regionie Owernia-Rodan-Alpy, w departamencie Isère.
Według danych na rok 1990 gminę zamieszkiwały 592 osoby, a gęstość zaludnienia wynosiła 63 os./km² (wśród 2880 gmin regionu Rodan-Alpy Vignieu plasuje się na 1069. miejscu pod względem liczby ludności, natomiast pod względem powierzchni na miejscu 1169.).